# 읍성로
읍성로(Eupseong-ro) 전라남도 순천시 외서면 장산삼거리 에서 낙안면 성북삼거리를 이어주는 도로이다.

## 주요 경유지
전라남도
- 순천시 (외서면 . 낙안면)

## 노선
| 이름       | 접속 노선                   | 소재지 | 소재지 | 비고 |
| ---------- | --------------------------- | ------ | ------ | ---- |
| 장산삼거리 | 쌍향수길                    | 순천시 | 외서면 |      |
| 분계재     |                             | 순천시 | 외서면 |      |
|            | 낙안면                      | 순천시 |        |      |
| 하송교     |                             | 순천시 |        |      |
| 성북삼거리 | 지방도 제857호선 (조정래길) | 순천시 |        |      |